# Igreja de Nossa Senhora Santana
A Igreja de Nossa Senhora Santana (mais conhecida como Igreja de Pedra ou apenas Igreja de Santana) é um templo católico do século XVIII localizado na cidade de Rio de Contas, no estado brasileiro da Bahia, e que integra o conjunto patrimonial tombado pelo Instituto do Patrimônio Histórico e Artístico Nacional (IPHAN) como parte do Conjunto Arquitetônico de Rio de Contas cuja construção restou inacabada, configurando desta forma um atrativo a mais para o turismo.

## Características
A igreja é construída em alvenaria de pedra, sem que tenha sido aplicada alguma camada de reboco.
Sua descrição arquitetônica, segundo Fabiano Mikalauskas de Souza Nogueira, é a seguinte: "possui estrutura em paredes autoportantes (alvenaria de pedra) e arcos em cantaria. A planta é organizada em forma retangular: a nave central, a capela-mor e sacristias são as únicas cobertas, as naves laterais e base das torres não possuem cobertura. É também um edifício inacabado, e os vestígios de pedras de amarração nos muros do corpo central indicam que as naves laterais deveriam ser recobertas por galerias. A fachada do edifício apresenta frontão em sua parte superior (único elemento rebocado do edifício), três janelas, uma portada principal ladeada por duas portas menores, todas com cercaduras em pedra e vergas em arco-pleno".

## Histórico
Teve sua edificação iniciada por volta de 1779 e foi tombada pelo então denominado SPHAN no ano de 1958, sendo "uma igreja raríssima com três naves e capela-mor, que se comunica com as sacristias laterais", havendo no estado de Minas Gerais (que possui maior número de templos deste período) apenas três igrejas com tal configuração (Matriz da Conceição de Sabará, Matriz de Mariana e Capela do Rosário de Santa Rita Durão).
Foi erguida pelos escravos, "pois era inconcebível, naquela época, arquitetar a construção de prédios públicos, feitos com grandes alvenarias de pedras, com o trabalho remunerado", segundo Jean Pierre Pierote Silva. Este autor, contrastando com a fonte acima, afirma que "ela foi construída em alvenaria de pedra e nunca chegou a ser concluída, tendo suas obras paralisadas em torno de 1850, em razão do êxodo da população local para outra região mineira", dando ênfase ao êxodo provocado pela cessação da atividade mineradora e no caráter dos " maus tratos e a violência sofridas pelos trabalhadores que construíram esse monumento" que, segundo ele, foram todos escravos segundo documentação constante do Arquivo Público local.

## Situação atual
O templo integra a Diocese de Livramento de Nossa Senhora, na Paróquia de Rio de Contas e é o ponto culminante do cortejo da festa do padroeiro da cidade.
O local é um importante marco na religiosidade da população local, sendo ali que se encerra a maior festa litúrgica do catolicismo riocontense, com a procissão de Corpus Christi no mês de junho de cada ano, a festejar o "Santíssimo Sacramento" - padroeiro da cidade, tendo nela o seu encerramento.
Também na festa profana do carnaval da cidade, um dos mais tradicionais do estado, as escadarias do templo têm papel importante, sendo ali realizada a "Lavagem" pelos foliões durante o segundo dia da comemoração momesca, no "tradicional cortejo das baianas".

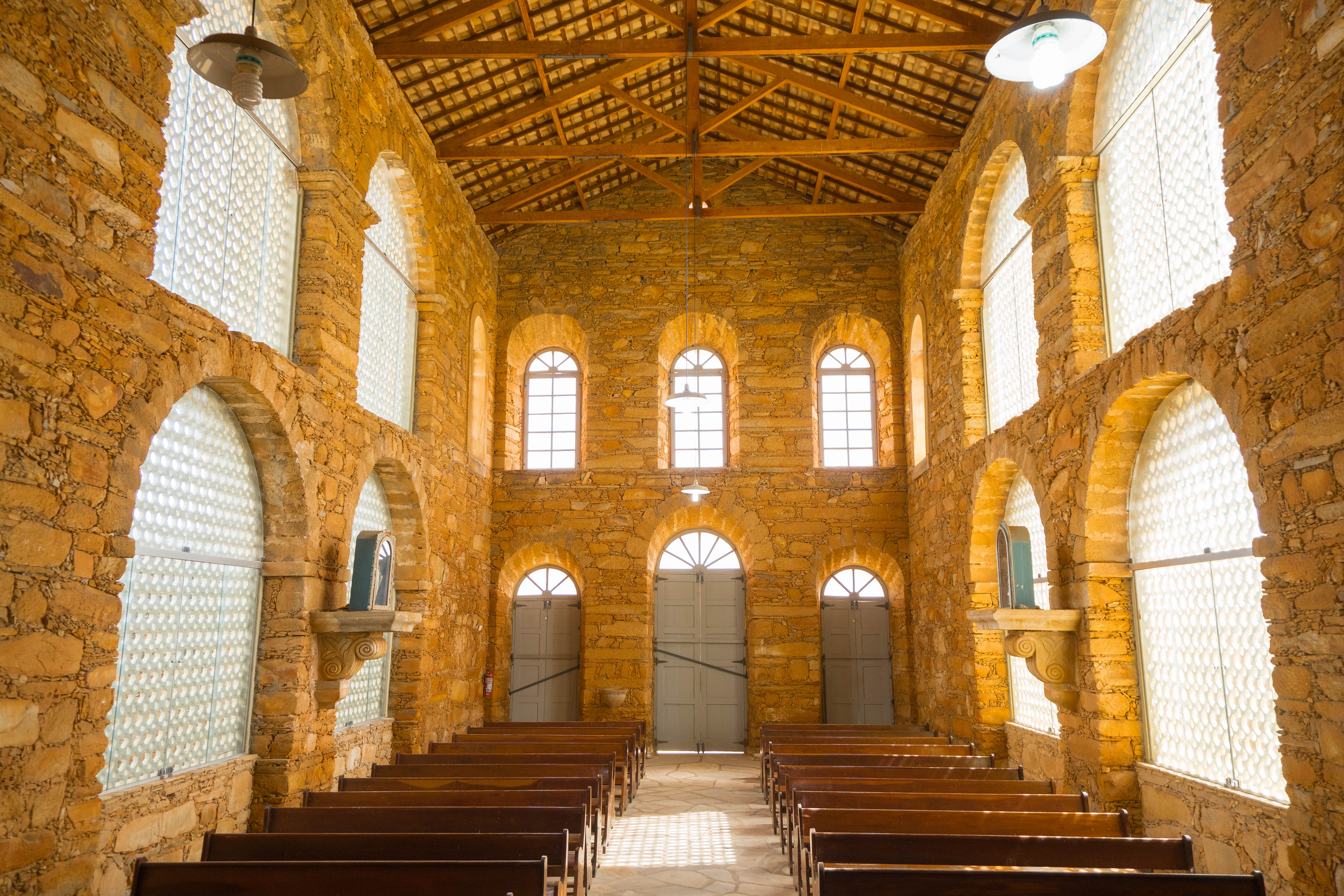
Interior do templo
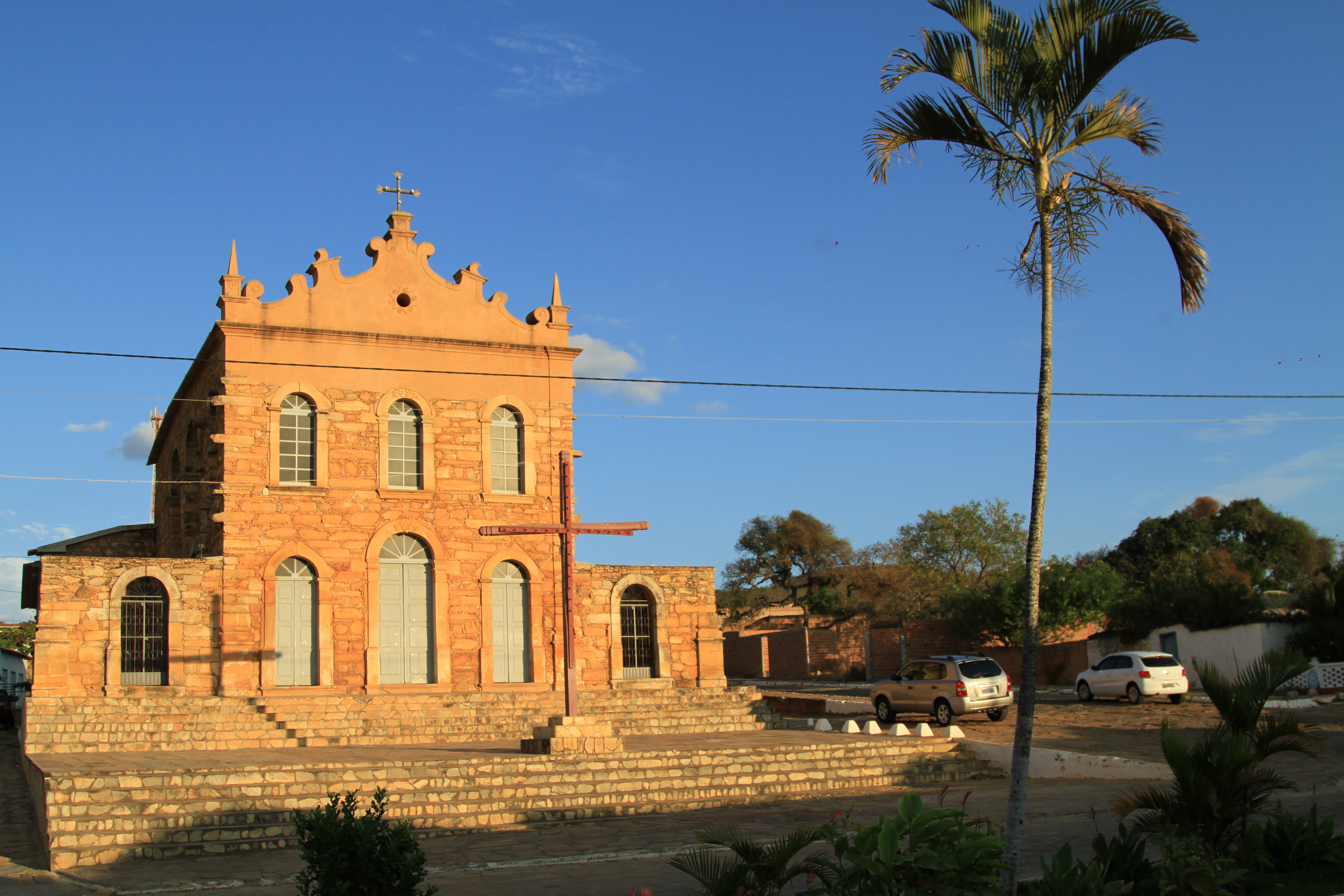
Vista da área em que a igreja está situada
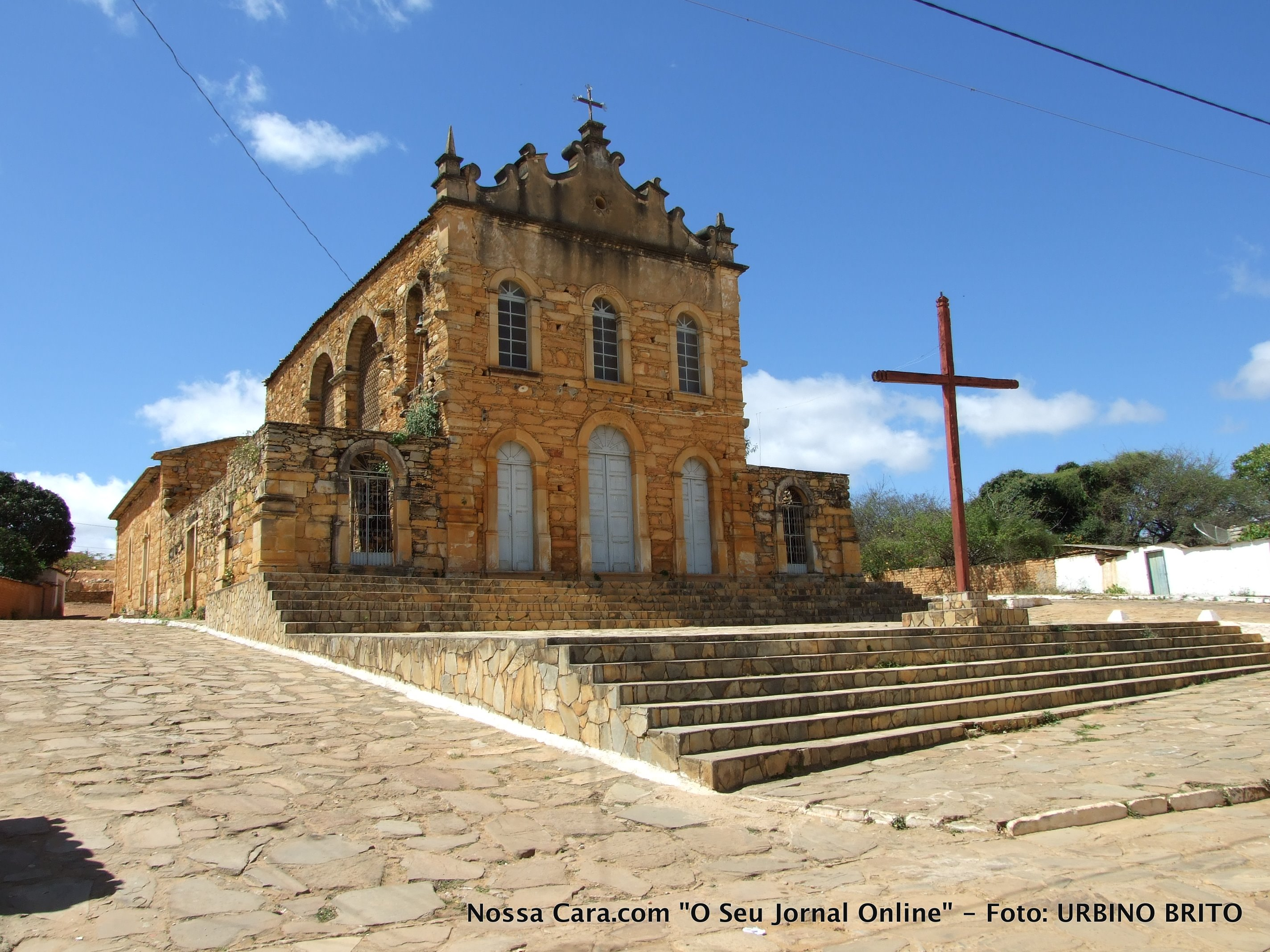
As escadarias, "lavadas" durante o carnaval
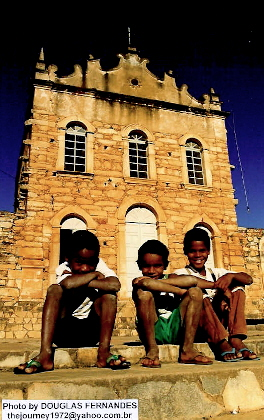
Crianças na escadaria